# ۸۲۱ (میلادی)
۸۲۱ (میلادی) هشتصد و بیست و یکمین سال تقویم میلادی است.

## درگذشتگان
‎